# Labourgade
Labourgade is een gemeente in het Franse departement Tarn-et-Garonne (regio Occitanie) en telt 127 inwoners (1999). De plaats maakt deel uit van het arrondissement Castelsarrasin.

## Geografie
De oppervlakte van Labourgade bedraagt 5,4 km², de bevolkingsdichtheid is 23,5 inwoners per km².

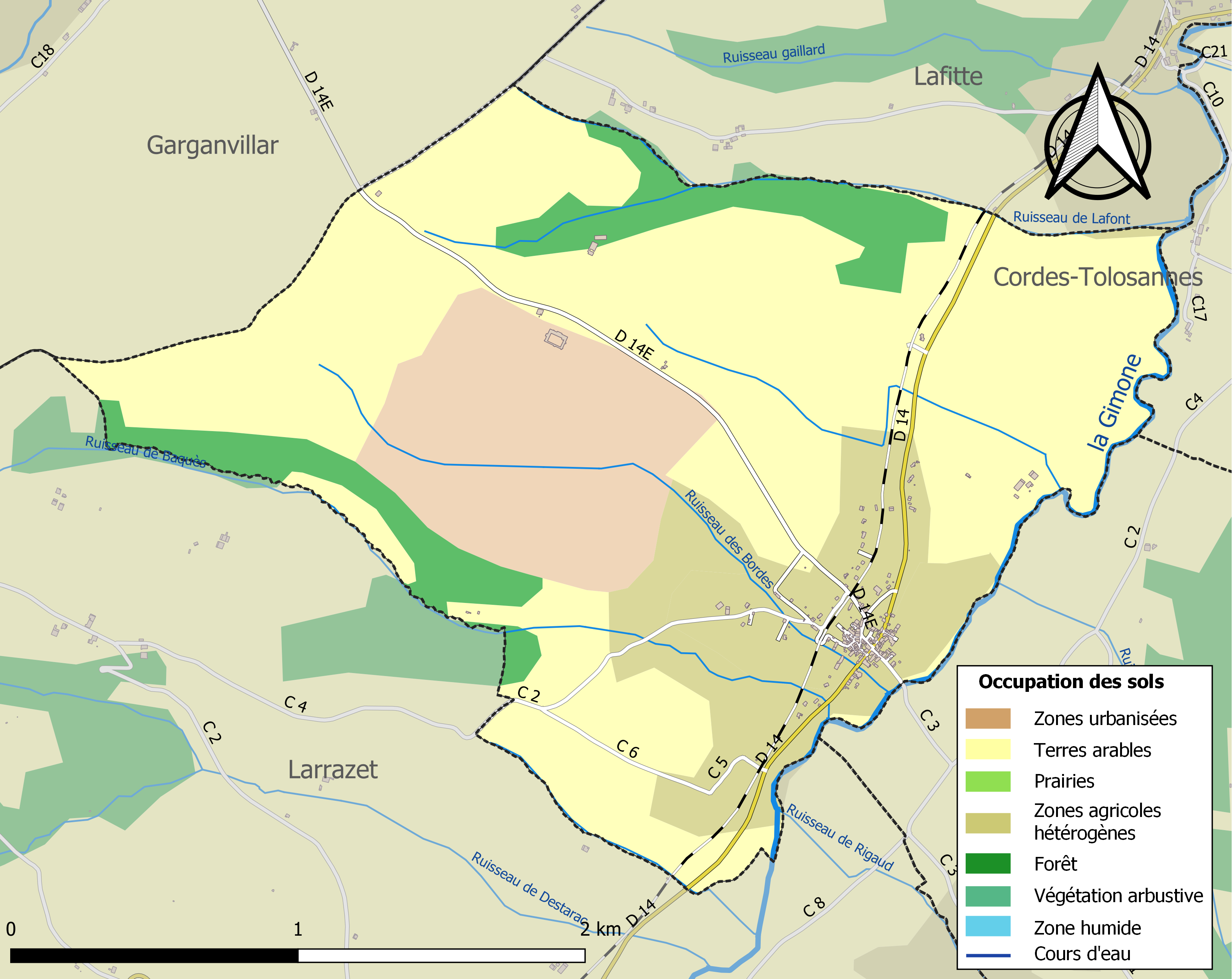
Kaart van de gemeente met de belangrijkste infrastructuur, bodemgebruik en omliggende gemeenten

## Demografie
Onderstaande figuur toont het verloop van het inwonertal (bron: INSEE-tellingen).